# Pegas (constelație)

Pegas este o constelație vizibilă pe cerul nordic denumită astfel după calul înaripat Pegas din mitologia greacă. Aceasta este una dintre cele 48 de constelații create de astronomul Ptolemeu în preajma secolului al II-lea după Hristos, și rămâne una dintre cele 88 de constelații moderne.

## Principalele caracteristici

### Stele
α Pegas (Markab), β Pegas și γ Pegas, împreună cu α Andromedae (Alpheratz sau Sirrah) formează un asterism foarte cunoscut și numit Pătratul din Pegas / Marele pătrat din Pegas.
51 Pegas, o stea din constelație, este prima stea asemănătoare cu Soarele descoperită și care are o planetă care o gravitează!
IK Pegas este candidată ca cea mai apropiată supernovă de Soare.
Analizele spectroscopice asupra lui HD 209458 b, o planetă extrasolară în constelația Pegas, este prevăzută ca fiind prima evidență a apei atmosferice în afara Sistemului Solar, în timp ce și planetele ce orbitează steaua HR 8799 tot din constelația Pegas sunt primele care pot fi fotografiate direct.

### Numele stelelor
| Denumirea Bayer | Nume      | Origini | Semnificație                      |
| --------------- | --------- | ------- | --------------------------------- |
| α Pegasi        | Markab    | Arabă   | șaua calului                      |
| β Pegasi        | Scheat    | Arabă   | tibia, fluierul piciorului, gamba |
| γ Pegasi        | Algenib   | Arabă   | flancul                           |
| ε Pegasi        | Enif      | Arabă   | nasul                             |
| ζ Pegasi        | Homam     | Arabă   | omul marelui spirit               |
| η Pegasi        | Matar     | Arabă   | steaua norocoasă a ploii          |
| θ Pegasi        | Baham     | Arabă   | stocurile vii                     |
| μ Pegasi        | Sadalbari | Arabă   | steaua norocoasă a splendidului   |

### Alte obiecte cerești
- M15, un roi globular în apropiere de nasul Pegasului (adică în apropiere de steaua Enif, sau epsilon Pegas);
- NGC 7217, galaxie spirală nebarată
- NGC 7331, o galaxie spirală barată;
- NGC 7742, o galaxie Seyfert de tipul 2;
- Galaxia Pitică Neregulată din Pegas, o galaxie satelit a galaxiei Andromeda.

## Observare

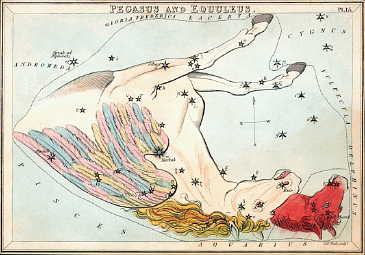
Pegas cu Mânzul (constelație) (Equuleus), lângă el; descriere la Urania's Mirror, un set de hărți cu constelații publicate în Londra c.1825.

Constelația Pegas conține un asterism în formă de pătrat deși, una dintre stele, Delta Pegasi, sau Sirrah, este considerată oficial că face parte din constelația Andromeda, deținând denumirea Bayer de Alpha Andromedae, și având și un alt nume: Alpheratz.
Corpul calului este format dintr-un patrulater din patru stele, anume α Peg, β Peg, γ Peg, and α And.
Picioarele din față ale calului înaripat sunt formate din două linii strâmbe, astfel: unul dintre picioare începe de la η Peg până la κ Peg, iar celălalt picior începe de la μ Peg și se termină la 1 Pegas.
Altă linie strâmbă unește stelele α Peg prin θ Peg spre ε Peg formând gâtul și capul lui Pegas. ε Pegas este botul.
H.A. Rey a sugerat un mod alternativ de a conecta stelele din constelația Pegasului, arătând chiar ca un cal înaripat. 

### Origini
Constelația babiloniană IKU (câmpul) era formată din patru stele, dintre care trei vor face parte mai târziu din constelația grecească Hippos (Pegas).

## Numele Pegas în militărie
USS Pegasus (AK-48) și USS Pegasus (PHM-1), amândouă fac parte din flota navală a Statelor Unite ale Americii.
Coordonate:  23h 00m 00s, +20° 00′ 00″